# Peroz III
Peroz III (Persa: پیروز "el Victor"; (xinès): 卑路斯; pinyin: Pílùsī) era fill d'Isdigerdes III, fou el darrer rei sassànida de Pèrsia. Després de la mort del seu pare, qui segons la llegenda va ser mort per un moliner per la seva roba i joies (quan el governador de Merv podria haver estat el culpable real), va retrocedir a territori sota el control de la dinastia Tang. Va servir com a general Tang i el cap del Govern d'Iran, una extensió exiliada de la cort sassànida. La majoria del que és conegut de Peroz està escrit en el Llibre Vell de Tang i el Llibre Nou de Tang.

## Vida
El príncep Peroz va néixer el 636, i era molt jove al temps del regnat de l'emperador i pare Isdigerdes III i mai no va exercir el poder imperial del Sassànides. Després de la conquesta islàmica d'Iran, Peroz i molts membres de la família imperial van fugir a través de les muntanes del Pamir en el que és ara Tadjikistan i arribaren a la Xina Tang, la qual era favorable als sassànides.
Segons el Llibre Vell de Tang, Peroz va demanar ajuda militar als Tang contra els àrabs el 661. La cort Tang va crear l'Àrea de Comandament de Pèrsia (波斯都督府) on és ara Zaranj, Afganistan, amb Peroz com a comandant en cap. Entre 670 i 674, Peroz va arribar personalment a la cort Tang i va rebre el títol de Yòuwǔwèi Jīangjūn (右武衛將軍, "General Marcial del [Flanc] Dret de la Guàrdia"). La cort imperial va permetre als refugiats sassànides que fugien de la conquesta àrab d'establir-se a la Xina. L'emperador de la Xina aleshores era Gaozong de Tang.
El 678, el subsecretari d'estat per personal (吏部侍郎) de la cort Tang, Pei Xingjian (裴行儉), va rebre l'ordre d'escortar Peroz de tornada a Pèrsia. Pei Xingjian el va portar lluny, fins a Suiye (prop de la moderna Tokmok, Kyrgyzstan) abans de retornar, mentre Peroz es va veure forçat a gastar més de 20 anys a Tuhuoluo (吐火羅; probablement Bactra o Tokharistan) amb uns milers de seguidors. El 708 Peroz va retornar a la cort Tang altre cop i va rebre el títol de Zuoweiwei Jiangjun (左威衛將軍  General del [Flanc] Esquerre de la Guàrdia.

## Mort
Segons el Llibre Nou de Tang, Peroz va morir després de rebre el títol de Youwuwei Jiangjun. Fou llavors que el fill de Peroz, Narses, un ostatge a la cort Tang, fou escortat per Pei Xingjian cap a l'oest a Pèrsia el 679. Al Llibre Vell de Tang, Pei aconseguí arribar lluny, a Suiye, i Narses (no Peroz) llavors va estar 20 anys a Tuhuoluo. Finalment fou un altre cop Narses i no Peroz qui va rebre el títol de Zuoweiwei Jiangjun.

## Descendents
Els descendents de Narses van adoptar el nom de Li, propi de la família imperial Tang.
El fill de Peroz, Khosrau, és esmentat pels historiadors àrabs mentre acompanyava els Turgesh en les seves guerres contra els àrabs en Transoxiana. Durant el setge de Kamarja el729, va intentar la rendició de la guarnició àrab, però la seva oferta va ser refusada amb desdeny.